# Fok1
Fok1（Fok-1）とは、Flavobacterium okeanokoitesに自然に見られる酵素であり、N末端のDNA結合ドメインとC末端の非特異的DNA切断ドメインからなるIIS型制限酵素である。分子量は65.4 kDaであり、587アミノ酸で構成される。Fok1がそのDNA結合ドメインによりDNA上の認識配列5'-GGATG-3'にて二本鎖DNAに結合すると、Fok1のDNA切断ドメインが活性化され、配列特異性なしに、認識部位に最も近い位置にあるヌクレオチド、片方のDNA鎖の9ヌクレオチド下流およびもう片方のDNA鎖の13ヌクレオチド上流を切断する。

## DNA結合ドメイン
認識ドメインは、ヘリックスターンヘリックスを含むカタボライト遺伝子活性化タンパク質のDNA結合ドメインに進化的に関連する3つのサブドメイン（D1、D2、D3）で構成される。

## DNA切断ドメイン
DNA切断は非特異的切断ドメインによって行われる。このドメインでは、切断ドメインの平行ヘリックスα4およびα5とループP1およびP2によって二量体化形成面が形成される。

## 活性化
Fok1がDNAと結合していないとき、DNA切断ドメインはDNA結合ドメインによって隔離されている。DNA結合ドメインが標的DNAの認識部位に結合すると、DNA結合ドメインの立体構造が変化することによってDNA切断ドメインが開放される。認識ドメインが配列特異的にDNAに結合し、かつマグネシウムイオンが存在する場合、二量体化によって切断が起こる。

## 利用
Fok1のDNA切断ドメインは、研究目的にて、ジンクフィンガー （ ジンクフィンガーヌクレアーゼを参照）や不活性Cas9などのさまざまなDNA結合ドメインと組み合わせて使用されている。